# Niza (banda)
Niza era un dúo madrileño de música indie pop formado en 1998. Su música, básicamente acústica, es un pop delicado, con armonías vocales femeninas y dulces letras cantadas en español, e influenciada por bandas donostiarras como Le Mans o La Buena Vida y cantantes consagradas de los años 60 como Claudine Longet o Jeanette. 

## Historia
Tras su formación en septiembre de 1998, el grupo publicó varias maquetas. La primera de ellas con dos canciones en inglés ("Anquetil" y "Spunknik") les dio a conocer en la escena musical independiente española a través de medios como Radio 3 y locutores como Juan de Pablos, para quien actuarían meses más tarde en una fiesta-homenaje en la madrileña sala Siroco, el 23 de enero de 1999. Fue en aquella actuación donde dieron a conocer su segunda maqueta, recién grabada en diciembre del 98, y que incluía tres canciones en español (“El Viaje”, “Niza” y “Canción De Cuna”)
Meses más tarde, Niza debutó como grupo maquetero en el Festival Automarte (Murcia), en abril de 1999, junto a Meteosat, La Pequeña Suiza y Musidora. 
En mayo volvieron a tocar en un festival de la Universidad Autónoma de Madrid. Algunos días antes habían tocado en acústico para el Diario Pop de Jesús Ordovás en Radio 3. Y el 21 del mismo mes volvieron a actuar en la Sala Maravillas en la Fiesta Elefant (organizada por su sello discográfico) junto a La Monja Enana y Vacaciones (grupo). 
En junio empezarían a grabar las canciones del que sería su primer sencillo. Para ello contarían con la ayuda de Marta, y de Edu Meteosat, quienes también les ayudaban en los conciertos. 
La portada fue diseñada por el colectivo de artistas Rubenimichi.

## Componentes
- Roberto: guitarras y programaciones
- Silvia: voz y programaciones

## Discografía
- “Niza” Single (Elefant, 1999)
- “Topolino” Single (Elefant, 2000)
- Canciones de temporada CD (Elefant, 2002)
- Archivando mis recuerdos CD Recopilatorio (Avant Garden Records, Taiwán, 2004)

Canciones en recopilatorios
- “El viaje”, en CONSUMA POP ESPAÑOL (CD Supergen, 1999)
- “Niza”, en VERANO DEL 99 (CD Elefant, 1999)
- “No me digas que estoy sola”, en ELEFANTDIEZ (CD Elefant-RDL, 1999)
- “Por las tardes”, en ELEFANT DOSMILUNO (CD Elefant, 2001)
- “Por las tardes”, en CD free with BEIKOKU ONGAKU magazine (Japón, marzo de 2001)
- “Por las tardes”, en ELEFANT 2002 (CD Suave, México, 2002)
- “Universo”, en ROCKDELUX canciones nacionales según los lectores (CD Rockdelux, 2003)
- “Jamás te he olvidado”, en MODAPOP (CD ER-1094, September 2003)
- “Dame estrellas o limones”, en HOMENAJE A FAMILY (CD Rockdelux, 2003)
- “Radio star”, en MOMENTOS PERDIDOS (CD Elefant, 2004)
- “El muchacho de los ojos tristes”, en QUE VIVA LE POP! (CD Elefant-Fortuna Pop, 2005)